# Bebearia iturina
Bebearia iturina är en fjärilsart som beskrevs av Karsch 1894. Bebearia iturina ingår i släktet Bebearia och familjen praktfjärilar. Inga underarter finns listade i Catalogue of Life.